# Lực lượng Vệ binh Quốc gia Hoa Kỳ
Lực lượng Vệ binh Quốc gia Hoa Kỳ là lực lượng quân sự được tổ chức theo bang của Hoa Kỳ, là một phần không thể tách rời của thành phần dự bị của Lục quân Hoa Kỳ và Không quân Hoa Kỳ. Đây là một lực lượng dự bị quân sự bao gồm các thành viên hoặc đơn vị quân đội của Lực lượng Vệ binh Quốc gia của mỗi tiểu bang và các vùng lãnh thổ của đảo Guam, Quần đảo Virgin, Puerto Rico và Quận Columbia, với tổng số là 54 đội tổ chức riêng biệt. Tất cả các thành viên của Lực lượng Vệ binh Quốc gia Hoa Kỳ cũng là thành viên của Dân quân có tổ chức của Hoa Kỳ theo định nghĩa của 10 U.S.C. § 246. Các đơn vị Vệ binh Quốc gia Hoa Kỳ chịu sự kiểm soát kép của cả chính phủ tiểu bang lẫn chính phủ liên bang.
Phần lớn binh sĩ và lính không quân Vệ binh Quốc gia có một công việc dân sự toàn thời gian trong khi phục vụ bán thời gian với tư cách là thành viên Vệ binh Quốc gia. Những vệ binh bán thời gian này được tăng cường bởi một cán bộ chuyên trách của Lực lượng Bảo vệ &amp; Dự bị (AGR) toàn thời gian trong cả Lực lượng Bảo vệ Quốc gia Quân đội và Vệ binh Quốc gia, cộng với Kỹ thuật viên Dự bị Quân đội trong Lực lượng Bảo vệ Quân đội và Kỹ thuật viên Dự bị Không quân (ART) trong Lực lượng phòng vệ quốc gia không quân.
Vệ binh quốc gia là một hoạt động chung của Bộ Quốc phòng Hoa Kỳ (DoD) bao gồm các thành phần dự bị của Quân đội Hoa Kỳ và Không quân Hoa Kỳ: Vệ binh Quốc gia Quân đội  và Vệ binh Quốc gia Không quân, tương ứng.
Dân quân địa phương được hình thành từ thời thuộc địa Anh sớm nhất ở châu Mỹ vào năm 1607. Dân quân rộng khắp thuộc địa đầu tiên được thành lập bởi Massachusetts vào năm 1636 bằng cách sáp nhập các đơn vị địa phương nhỏ cũ và một số đơn vị Vệ binh Quốc gia có thể được truy trở lại lực lượng dân quân này. Các dân quân thuộc địa khác nhau đã trở thành dân quân nhà nước khi Hoa Kỳ độc lập. Danh hiệu "Vệ binh quốc gia" được sử dụng vào năm 1824 bởi một số đơn vị dân quân của bang New York, được đặt theo tên của Lực lượng Vệ binh Quốc gia Pháp để vinh danh Hầu tước de Lafayette. "Vệ binh quốc gia" đã trở thành một danh hiệu dân quân tiêu chuẩn trên toàn quốc vào năm 1903, và đặc biệt chỉ ra lực lượng dự bị dưới sự kiểm soát hỗn hợp của nhà nước và liên bang kể từ năm 1933.
Năm 1986, Quốc hội Hoa Kỳ đã thông qua Tu chính án Montgomery, trong đó cấm các thống đốc bang từ chối chấp thuận cho triển khai ở nước ngoài cho mục đích đào tạo. Tòa án Tối cao đã duy trì luật này vào năm 1990, phán quyết chống lại thống đốc bang Minnesota trong vụ kiện Perpich v. Bộ Quốc phòng.
Năm 2006, Quốc hội Hoa Kỳ đã thông qua Đạo luật ủy quyền quốc phòng năm 2007, cho phép Tổng thống Hoa Kỳ có quyền huy động các đơn vị Vệ binh quốc gia trong Hoa Kỳ mà không cần sự đồng ý của các thống đốc tiểu bang.